# Calle de Trujillos

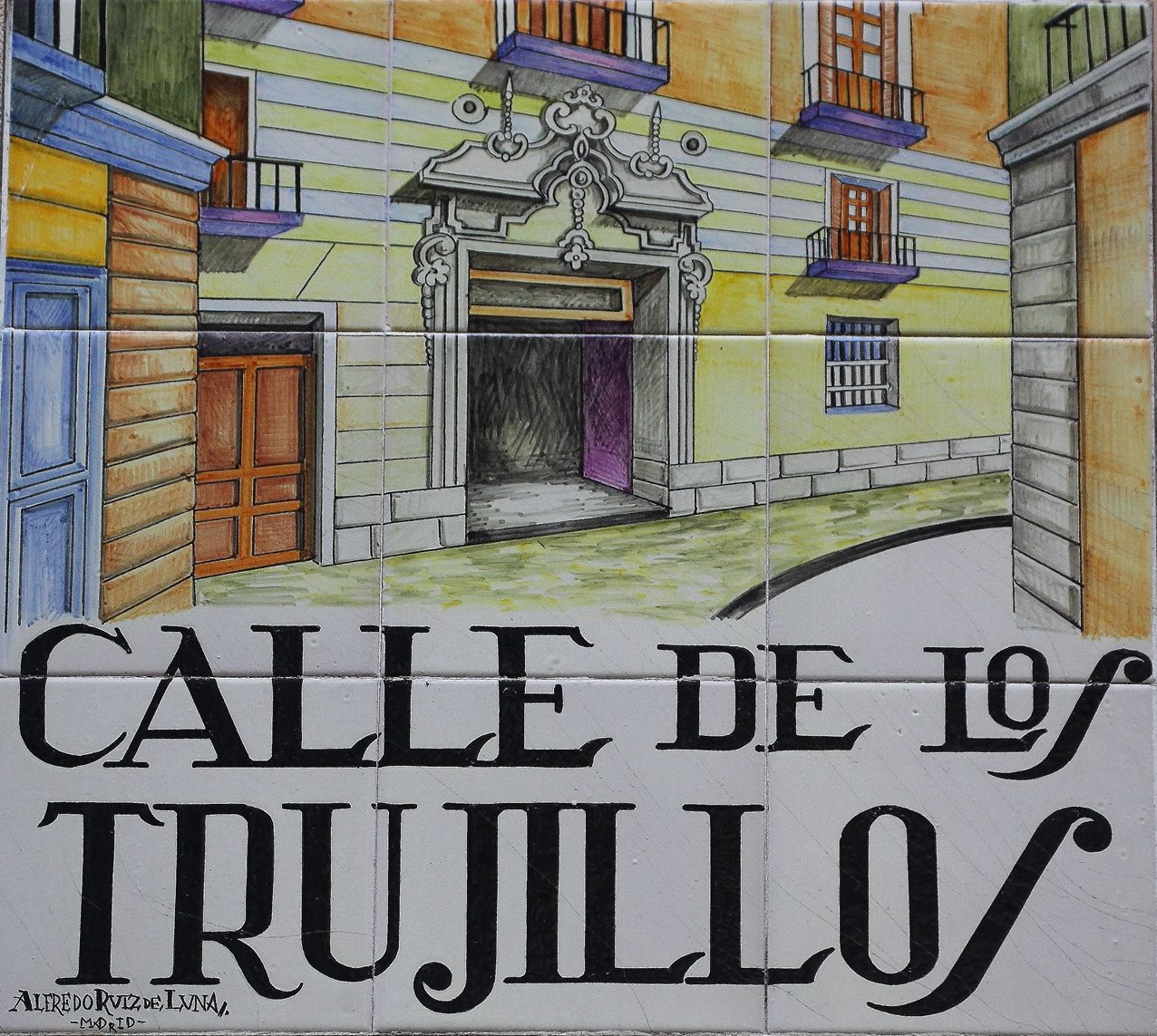
Placa de azulejos del callejero antiguo de Madrid, obra de Alfredo Ruiz de Luna González.

La calle de Trujillos o de los Trujillos es una pequeña vía urbana del barrio de Sol en el distrito Centro de Madrid. Discurre en sentido sur-norte entre la calle de Flora y la calle de las Veneras, en el cruce con la calle de las Conchas con la de las Navas de Tolosa, incluye en su trazado la travesía de Trujillos que la enlaza con la plaza de San Martín. Anotan Peñasco de la Puente y Cambronero que aunque en el plano de Teixeira de 1656 aparece sin nombre, en el posterior de Espinosa figura como calle del Clavel.

## Historia

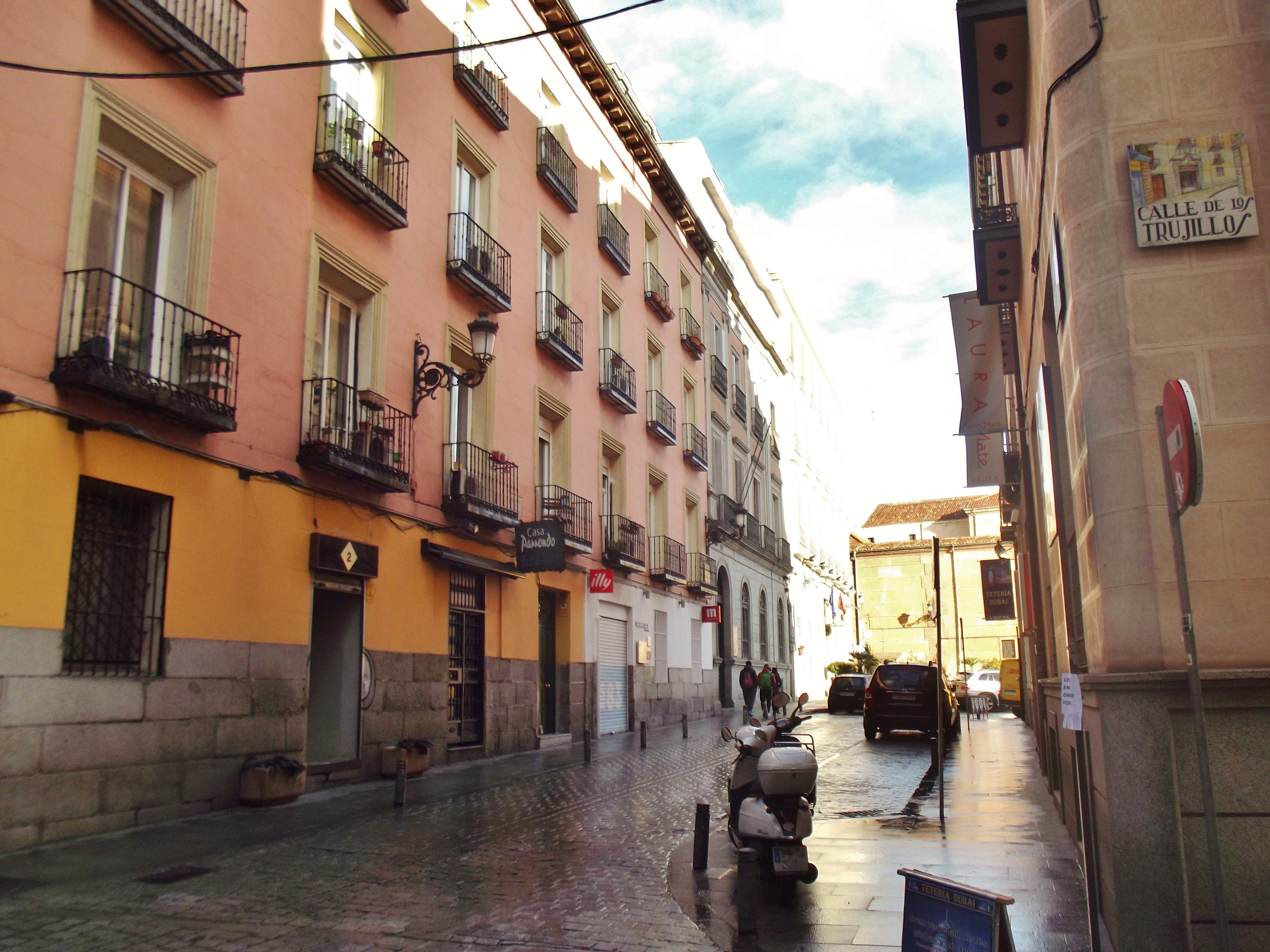
La travesía de los Trujillos, desde la esquina con la calle de los Trujillos, en 2017.

Esta breve calle y su travesía, que Pedro de Répide ordena en el barrio de San Martín del distrito del Centro y dependiente de la parroquia de San Ginés, llevó antes por nombres el de Clavel y el de los Muertos. De esta última denominación, más popular que oficial, hablan tres tradiciones parejas en su fantasía; en una son el origen dos guerreros que desaparecieron en la guerra granadina organizada por los Reyes Católicos, y que pasado el tiempo volvieron a ocupar su casa en este arrabal madrileño, después de habérseles dado por muertos. Otra leyenda se le pone en boca a Ruy González de Clavijo, cuando le narraba al «gran Tamerlán» las maravillas de Madrid, en cuyas calles, como en esta, andaban los muertos por ellas; y una tercera fantasmagoría señala este lugar como el cercado donde se iban echando los muertos que una gran epidemia había producido en la Villa y que ya no cabían en los camposantos. según Gea Ortigas, desde 1835 lleva el nombre de dos hermanos Ana y Esteban de Trujillo –imaginados en el dibujo del cartel de azulejos que adorna las esquinas de la travesía–, vecinos de esta calle de la Villa de Madrid. También la menciona Mesonero Romanos como una de las callejuelas que formaron el arrabal de San Martín. Corpus Barga, que nació en una casa señorial de esta calle y vivió su infancia en su entorno de barrio castizo, lo describe en el primer libro de Los pasos contados.
Mencionan y describen Barga y Répide una plazuela ya desaparecida que, al final de la calle tuvo el nombre de plaza de Navalón, en el extremo opuesto a la también desaparecida como tal plaza de Trujillos. El nombre de Navalón, dice Répide, se lo dieron porque era el apellido de un caballero que allí tenía su casona, y añade que en ese espacio se instalaba en Navidad la barraca en la que podía admirarse un popular Nacimiento con figuras en movimiento.

## Travesía de los Trujillos

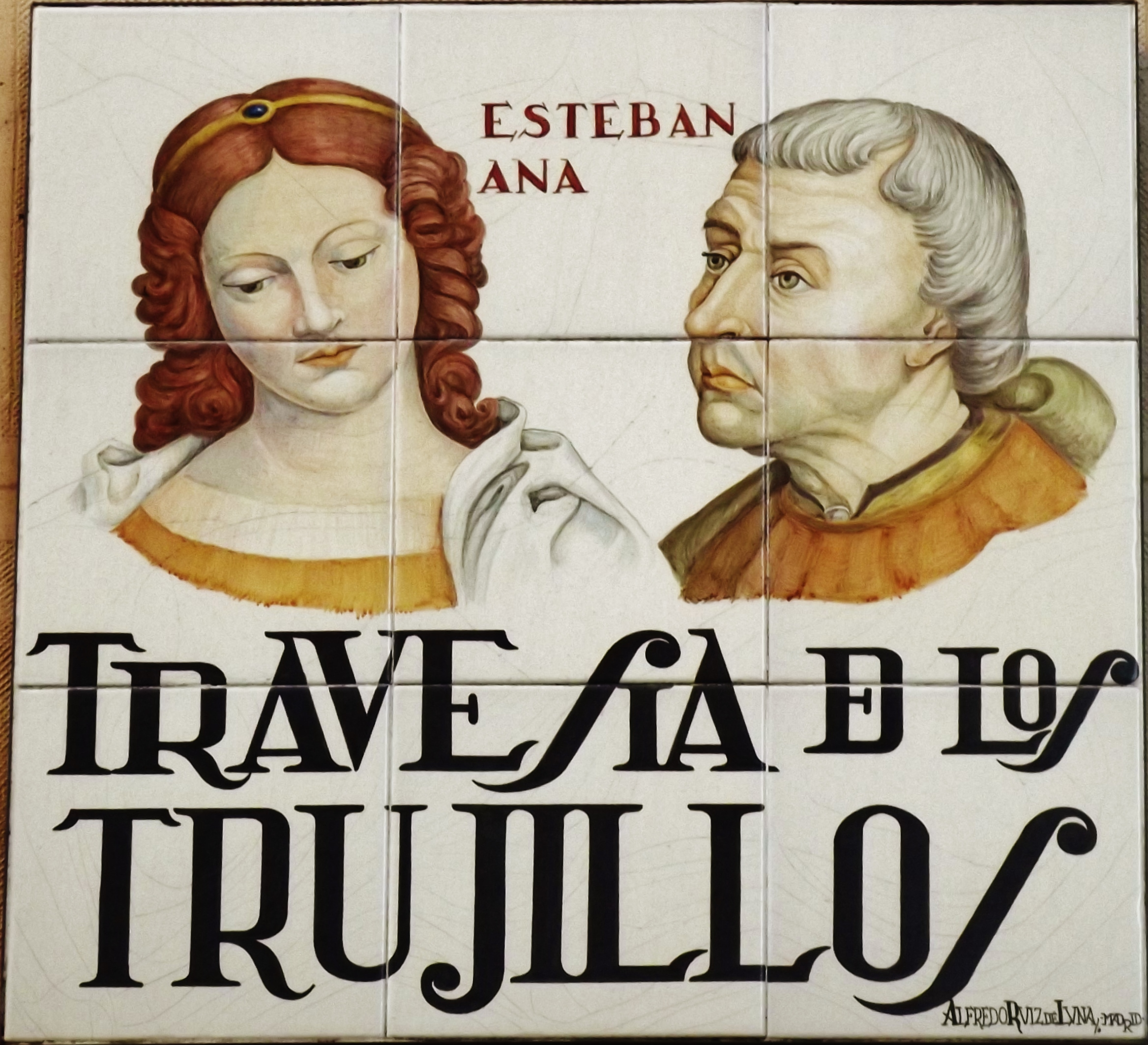
Placa de la travesía de los hermanos Trujillo.

Llamada también calle del Ataúd, al parecer por un corralón o quizá corrala en la que habitaban los enterradores de la vecina parroquia de San Martín. Fernández de los Ríos cuenta que allí se guardaba el ataúd para los entierros de misericordia o de los enterrados de limosna que debían figurar en el Libro parroquial correspondiente a los pobres indigentes. Répide completa el relato describiendo las angarillas que servían para portar el ataúd en los “entierros de pobres” que los hermanos de la cofradía de San Sebastián organizaban hasta dar sepultura a los feligreses más indigentes en el cementerio de la Buena Dicha; y concluye diciendo que dicho ataúd desapareció con la construcción del cementerio de la puerta de Fuencarral (obra que pudo concluirse gracias a los fondos de la parroquia de San Martín).